# Enrico Medi

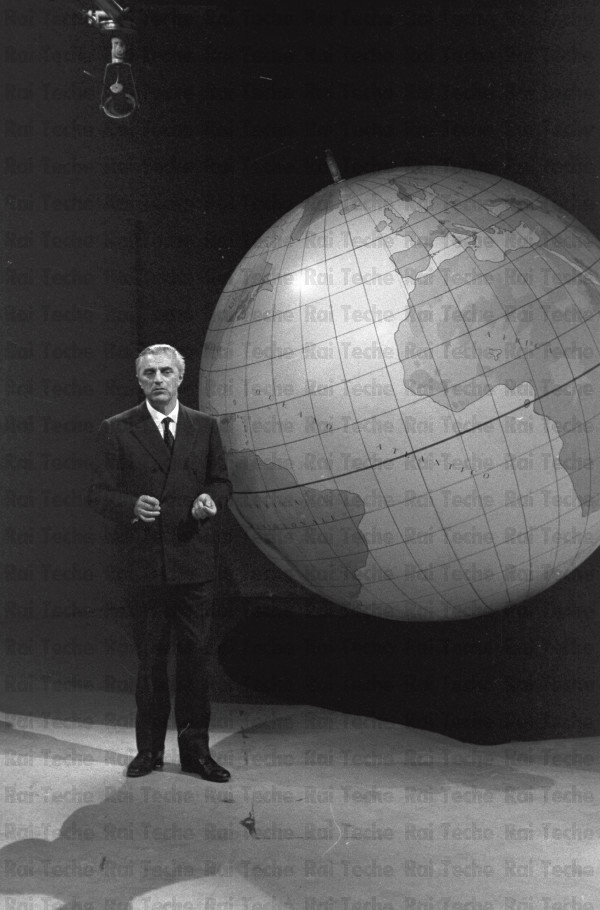
Enrico Medi

Enrico Medi (ur. 26 kwietnia 1911 w Porto Recanati, zm. 26 maja 1974 w Rzymie) – włoski fizyk i polityk. Czcigodny Sługa Boży Kościoła katolickiego.

## Życiorys
Enrico Medi urodził się 26 kwietnia 1911 roku, a jego rodzicami byli Arturo Medi i Maria Luisa Mei. Ukończył studia w dziedzinie fizyki, a w 1937 roku mając 26 lat zdobył tytuł docenta geofizyki. W 1942 roku został profesorem fizyki eksperymentalnej na uniwersytecie w Palermo. Później został członkiem parlamentu w pierwszej kadencji z Republiki Włoskiej. 
Od 1949 roku był dyrektorem Narodowego Instytutu Geofizyki, zaś w 1958 roku został wiceprezesem Europejskiej Wspólnoty Energii Atomowej. W latach pięćdziesiątych prowadził telewizyjny program popularnonaukowy. Został powołany na członka Rady Świeckich Państwa Watykańskiego w 1966 roku. W 1971 roku został wybrany do rady miejskiej Rzymu. Uzyskał 75 tys. głosów. 
Zmarł 26 maja 1974 roku mając 63 lata w opinii świętości. W 1996 roku rozpoczął się jego proces beatyfikacyjny.